# Чинянино
Чинянино — деревня в Муромцевском районе Омской области России. Входит в состав Ушаковского сельского поселения .

## История
Основана в 1776 г. В 1928 году состояла из 90 хозяйств, основное население — русские. В составе Ушаковского сельсовета Муромцевского района Тарского округа Сибирского края.

## Население
| 1926 | 2010 |
| ---- | ---- |
| 453  | ↘68  |